# Robert Hunter (golfista)
Robert Edward "Bob" Hunter (Chicago, Illinois, 20 de novembre de 1886 - Santa Barbara, Califòrnia, 28 de març de 1971) va ser un golfista estatunidenc que va competir a principis del segle xx.
El 1904 va prendre part en els Jocs Olímpics de Saint Louis, on guanyà la medalla d'or en la prova per equips del programa de golf, com a membre de l'equip Western Golf Association. En la prova individual quedà eliminat en vuitens de final.
El 1910 va guanyar el campionat de golf NCAA individual i formà part de l'equip de Yale que va guanyar el títol per equips.